# El cuerno mágico de la juventud

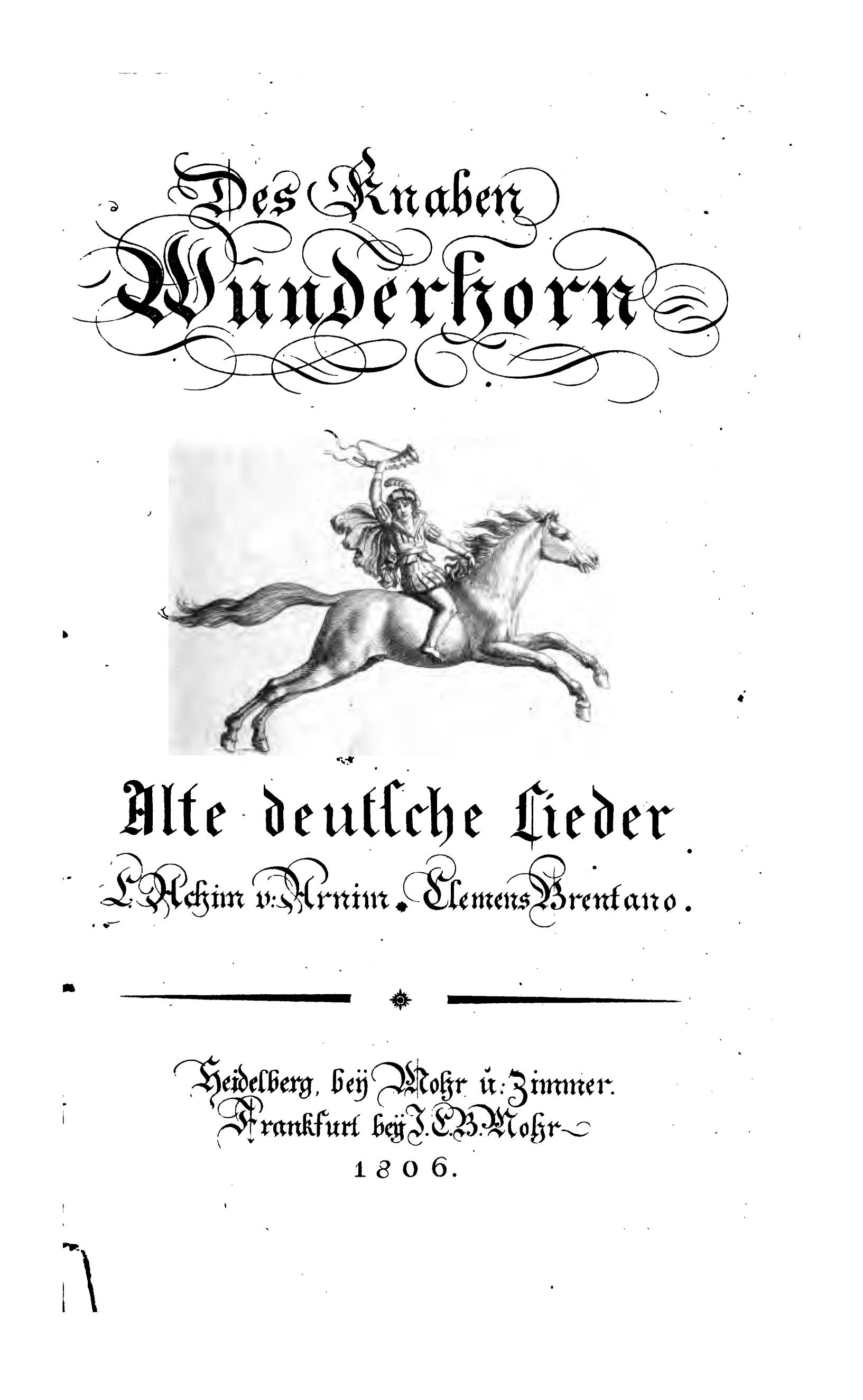

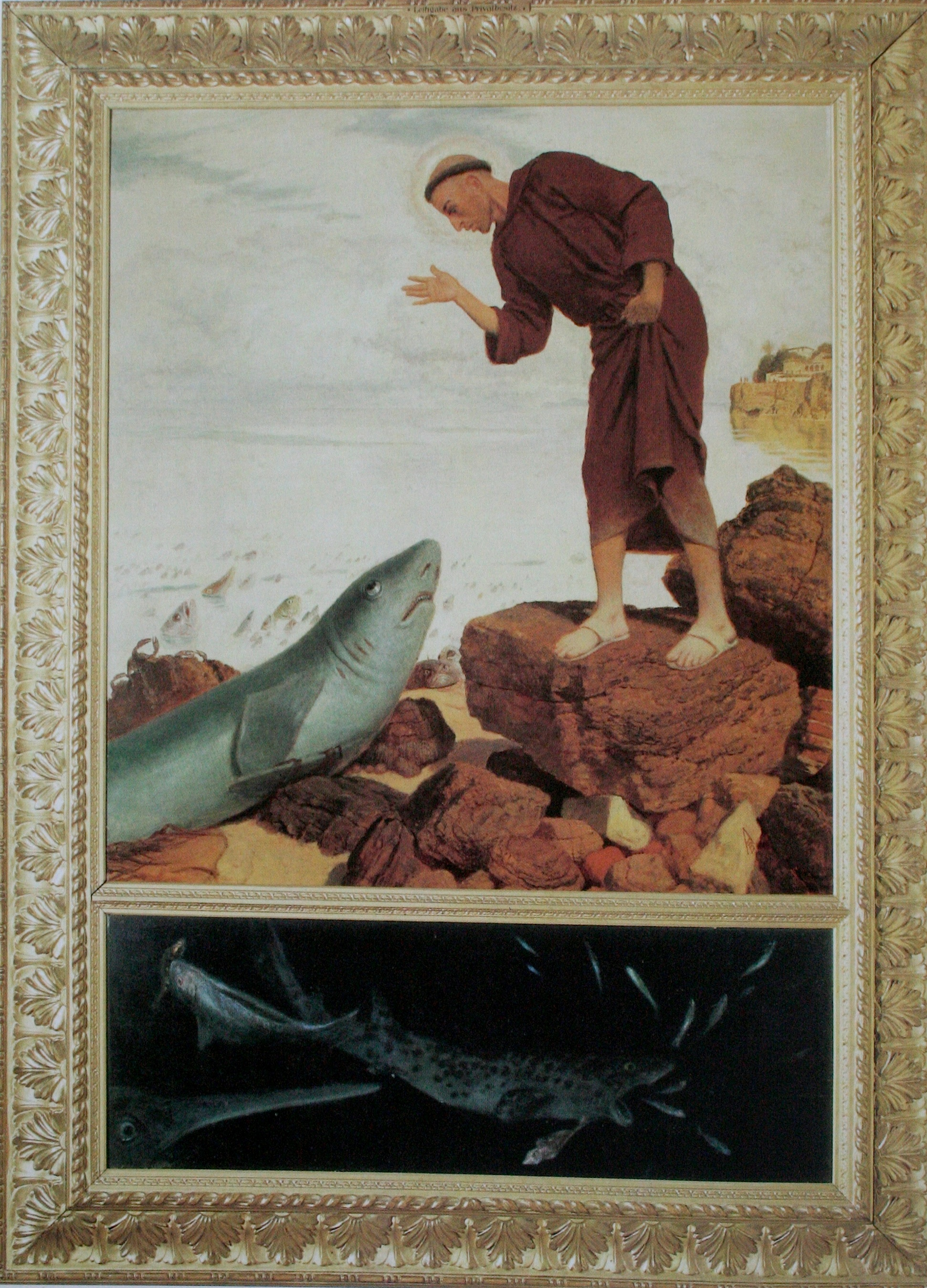
La prédica de San Antonio a los peces por Arnold Böcklin

Lieder nach Gedichten aus «Des Knaben Wunderhorn» o simplemente Des Knaben Wunderhorn (Canciones sobre poemas de «El cuerno mágico de la juventud», también conocidas como El cuerno mágico del muchacho o El cuerno mágico del niño) es un ciclo de lieder basado en una recopilación de cantos populares alemanes Des Knaben Wunderhorn realizada por Clemens Brentano y Achim von Arnim (1781-1831) que data de 1805-1808.

## La obra
Aunque los poemas habían sido utilizados por varios compositores (Mendelssohn, Weber, Loewe, Brahms, Schumann y otros) y posteriormente por Arnold Schönberg, fue Gustav Mahler quien entre 1892 y 1901 le dedicó una colección, hoy vista como un ciclo de canciones, aunque no fue compuesta con esa intención.
Para los Lieder eines fahrenden Gesellen  de 1884-85, Mahler recurrió a textos del Wunderhorn en los que basó los propios. En 1892 publica los Lieder und Gesänge', luego bautizados Lieder und Gesänge aus der Jugendzeit (Canciones y aires de los tiempos de la juventud) con textos del Des Knaben Wunderhorn(1887-1890).
La colección propiamente dicha comprendía 12 canciones bajo el título de Humoresken, concebidas originalmente con acompañamiento orquestal, a diferencia de los primeros dos volúmenes para voz y piano.
En 1993 se publicó la edición crítica de la obra por Renate Hilmar-Voit y el barítono Thomas Hampson. 
El grupo de canciones tempranas fue orquestado por Luciano Berio
Algunos de sus intérpretes han sido Dietrich Fischer Dieskau, Hermann Prey, Elisabeth Schwarzkopf, Janet Baker, Christa Ludwig, Walter Berry, Lucia Popp, Jessye Norman, Thomas Allen y en la actualidad Christian Gerhaher, Sarah Connolly, Dietrich Henschel, Thomas Quasthoff y Thomas Hampson, quien en 2010 realizó una nueva versión acompañado por un conjunto de cámara.

## Canciones
Lieder und Gesänge · 1880-1890
1. Im Lenz
2. Winterlied
3. Maitanz im Grünen
4. Frühlingsmorgen
5. Erinnerung
6. Hans und Grethe
7. Serenade aus Don Juan
8. Phantasie aus don Juan

Volumen II
1. Um schlimme Kinder artig zu machen[2]
2. Ich ging mit Lust durch einen grünen Wald
3. Aus! Aus!
4. Starke Einbildungskraft

Volumen III
1. Zu Strassburg auf der Schanz[3]
2. Ablösung im Sommer (base temática del Scherzo de la Sinfonía 3)
3. Scheiden und Meiden
4. Nicht wiedersehen!
5. Selbstgefühl

Humoresken - 1899
1. Der Schildwache Nachtlied
2. Verlor'ne Muh'!
3. Trost im Ungluck[4]
4. Das Himmlische Leben (utilizada luego en la Sinfonía 4)
5. Wer hat dies Liedlein erdacht?![5]
6. Das irdische Leben
7. Urlicht (sacada de la colección e incorporada a la Sinfonía 2)[6]
8. Des Antonius von Padua Fischpredigt (base temática del Scherzo de la Sinfonía 2)[7]
9. Rheinlegendchen[8]
10. Es sungel drei Engel (sacada de la colección e incorporada a la Sinfonía 3)
11. Lob des honen Verstands
12. Lied des Verfolgten im Turm[9]
13. Wo die Schonen Trompeten blasen[10]
14. Revelge[11]
15. Der Tambourg'sell

## Discografía de referencia
- Mahler: Des Knaben Wunderhorn / Felix Prohaska, Maureen Forrester, Heinz Rehfuss.
- Mahler: Des Knaben Wunderhorn / Evelyn Lear, Thomas Stewart, 1965-70.
- Mahler: Des Knaben Wunderhorn / Wyn Morris, Janet Baker, Geraint Evans.
- Mahler: Des Knaben Wunderhorn / George Szell, Elisabeth Schwarzkopf, Dietrich Fischer Dieskau, 1967.
- Mahler: Des Knaben Wunderhorn / Leonard Bernstein, Christa Ludwig, Walter Berry.
- Mahler: Des Knaben Wunderhorn / Bernard Haitink, Jessye Norman, John Shirley-Quirk.
- Mahler: Des Knaben Wunderhorn / Leonard Bernstein, Lucia Popp, Andreas Schmidt, 1987.
- Mahler: Des Knaben Wunderhorn / Riccardo Chailly, Matthias Goerne, Barbara Bonney, Et Al.
- Mahler: Des Knaben Wunderhorn / Claudio Abbado, Anne Sofie von Otter, Thomas Quasthoff, 1998.
- Mahler: Des Knaben Wunderhorn / Philippe Herreweghe, Sarah Connolly, Dietrich Henschel, 2006-2011, Harmonia Mundi.
- Mahler: Des Knaben Wunderhorn / Pierre Boulez, Magdalena Kozena, Christian Gerhaher, 2009.
- Mahler: Des Knaben Wunderhorn / Thomas Hampson, Wiener Virtuosen.
- Mahler: Voices Of Our Time - Thomas Hampson (DVD).
- Mahler: Lieder / Fischer-Dieskau, Daniel Barenboim, piano.
- The Thomas Hampson Collection, Mahler Lieder, Volume 1- Luciano Berio version.